# Барофіли
Барофіли, або п'єзофіли — тип екстремофілів, організмів, здатних жити в умовах з вкрай високим тиском. До них належать археї, глибоководні бактерії (наприклад, Barotolerant, Halomonas), і глибоководні риби (такі як морський слимак). Більшість барофілів росте в темряві й дуже чутливі до впливу ультрафіолету.
Помірні барофіли витримують тиск до 850 атм, а екстремальні — понад 1000 атм.
Барофіли для нормального росту потребують підвищений тиск (до 900 атм). Мікроорганізми, виявлені на дні Маріанської западини, де тиск досягає 1016 атм, належать до екстремальних барофілів. Даних про їх фізіологію дуже мало, оскільки робота з такими мікроорганізмами вимагає дуже дорогого устаткування для взяття і доставлення проб в лабораторію і подальшої підтримки життєдіяльності культур.